# Opisthoteuthis extensa
Opisthoteuthis extensa är en bläckfiskart som beskrevs av Thiele in Chun 1915. Opisthoteuthis extensa ingår i släktet Opisthoteuthis och familjen Opisthoteuthidae. Inga underarter finns listade i Catalogue of Life.